# Eugenia salamensis
Eugenia salamensis es una especie de planta perteneciente a la familia de las mirtáceas. 

## Descripción
Son árboles o arbustos, que alcanzan un tamaño de 3-7 m de alto; con ramitas blanco-amarillentas o café-rojizo pálido tomentosas. Hojas elíptico-obovadas u oblongo-obovadas, 6-16 (–20) cm de largo y 6–11 cm de ancho, ápice redondeado o agudo, base redondeada o subauriculada, glabrescentes en la haz, permanentemente amarillo o blanco-grisáceo tomentosas en el envés. Racimos 2-5 cm de largo, flores 2–8, pedicelos 5–8 mm de largo, densamente tomentosos, bractéolas separadas, lineares, densamente tomentosas; hipanto cónico, densamente tomentoso; lobos del cáliz redondeados, 2.5–4 mm de largo, densamente tomentosos. Frutos oblongo-elípticos, 15–30 mm de largo.

## Distribución y hábitat
Especie rara que se encuentra en bosques caducifolios, en la zonas pacífica y norcentral; a una altitud de 150–1200 metros; de Nayarit a Costa Rica.

## Taxonomía
Eugenia salamensis fue descrita por John Donnell Smith y publicado en Botanical Gazette 27(5): 333. 1899.
Etimología
Eugenia: nombre genérico otorgado en honor del  Príncipe Eugenio de Saboya.
salamensis: epíteto geográfico que alude a su localización en Salamá.
Sinonimia
- Eugenia mexiae Standl.
- Eugenia salamensis var. rensoniana (Standl.) McVaugh
- Eugenia tomentulosa Standl.
- Psidium rensonianum Standl.[4]